# Menhir von São Paio de Antas
Koordinaten: 41° 36′ 3″ N, 8° 46′ 1,1″ W
Der 1976 entdeckte Menhir von São Paio de Antas ist ein Kulturdenkmal im Nordwesten Portugals. 
Der Menhir steht auf einer mit jungen Kiefern bewachsenen kleinen Anhöhe im südlichen Teil des Ortes Monte, in Esposende, etwa 28 Kilometer (Luftlinie) westnordwestlich der Distrikthauptstadt Braga. Etwa 200 Meter südlich vom Menhir befindet sich die Pfarrkirche Igreja São Paio de Antas.

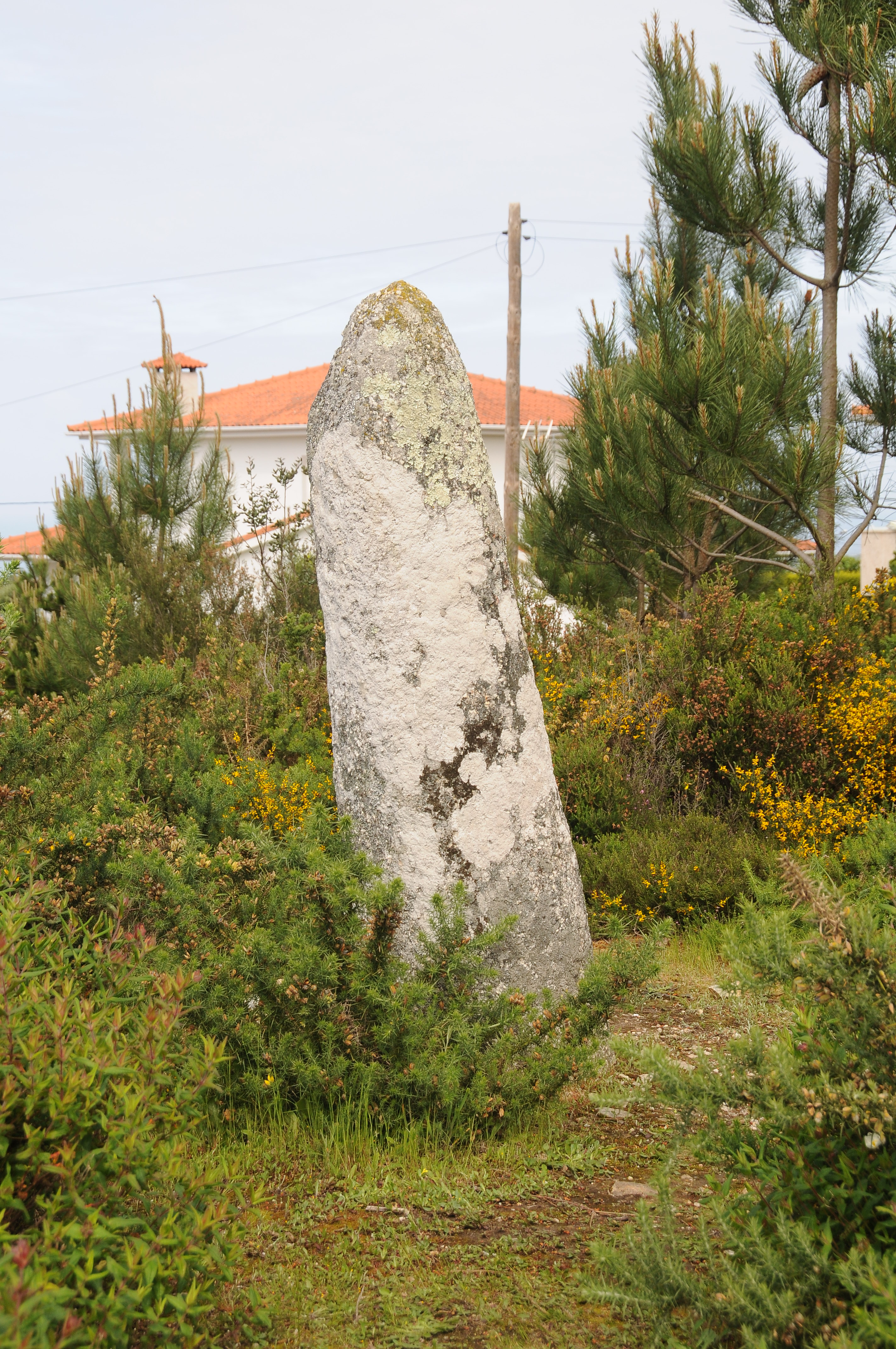
Menhir von São Paio de Antas

Der Menhir ragt 1,65 m aus dem Boden und steckt etwa 0,35 m im Untergrund. Nach der geologischen Karte befindet er sich auf einer Schiefer-Grauwackeformation. Er besteht aus einem in der Gegend üblichen, nicht porphyrischen Granit mittlerer Korngröße. Eine Grabung in der unmittelbaren Umgebung hat keine weiteren Aufschlüsse oder datierendes Material erbracht. In der Nähe befindet/befand sich eine bronzezeitliche Nekropole.